# Gare de Minaki
La  gare de Minaki est une gare ferroviaire canadienne, de la ligne principale du Chemin de fer transcontinental du Canadien National. Elle est située au lieu-dit Minaki (en) dans la partie non-organisée du district de Kenora dans le Nord-Ouest de l'Ontario.
Son ancien bâtiment voyageurs (désaffecté du service ferroviaire), construit en 1910 par le Chemin de fer National Transcontinental, est désigné, en 2011, Gare ferroviaire patrimoniale du Canada.
C'est un Point d'arrêt à la demande Via Rail Canada, desservi par Le Canadien.

## Situation ferroviaire
La gare de Minaki est située sur la ligne principale du Chemin de fer transcontinental du Canadien National, entre les gares d'Ottermere et de Redditt.

## Histoire

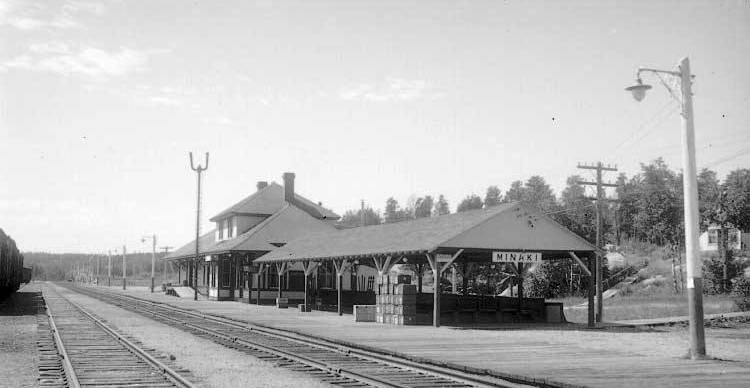
La gare, en plein essor, en 1938.

Construite en 1910 par le Chemin de fer National Transcontinental (National Transcontinental Railway), La gare sert alors de point divisionnaire sur la ligne allant vers Winnipeg. 
Avec sa construction, le tourisme se développe. Le chemin de fer construit une loge touristique en 1914 qu'elle élargie en 1920. La loge et le terrain de golf étaient très populaires au cours du prochain demi-siècle. Le système routier et les changements au système ferroviaire mènent au déclin graduel de la popularité du tourisme de la région de la gare; vers les années 1970 elle est sur le point de sa fermeture. La gare se transforme en boutique de souvenirs qui était toujours très populaire (en 2009) malgré la perte de la loge au feu en 2003.

## Service des voyageurs

### Accueil
C'est un point d'arrêt non géré (PANG) à accès libre et arrêt du train uniquement avec une réservation. En 2010, une source mentionne qu'elle est en excellente état, avec un extérieure entièrement restauré.

### Desserte
Malachi est desservi par Le Canadien, train 1 et train 2.

### Intermodalité
Le stationnement des véhicules est possible à proximité.

## Patrimoine ferroviaire
L'ancien bâtiment, construit en 1910, est désignée Gare ferroviaire patrimoniale du Canada le 19 juillet 2011.